# Берг, Аки-Петтери
А́ки-Пе́ттери А́рвид Берг (фин. Aki-Petteri Arvid Berg, род. 28 июля 1977, Райсио) — финский хоккеист, защитник. Был выбран на Драфте НХЛ в первом раунде клубом «Лос-Анджелес Кингз», в НХЛ выступал за этот клуб и за команду «Торонто Мейпл Лифс» в течение более чем девяти сезонов. В составе сборной Финляндии завоевал серебряные медали Олимпийских игр 2006 года и бронзовые медали Олимпийских игр 1998 года, а также три серебряные медали чемпионатов мира и две бронзовые медали чемпионатов мира. Доходил до финала Кубка мира 2004 года.

## Карьера
Начинал карьеру игрока в ТПС, сыграв шесть матчей в сезоне 1993/1994, отдав 3 голевых передачи и заработав показатель полезности «+4». На тот момент Берг стал самым молодым игроком СМ-лиги (позже этот рекорд побил Йессе Йоэнсуу, которому было 15 лет). Также он провёл 12 игр в клубе «Киекко-67» из Первого дивизиона, забросив одну шайбу, отдав одну голевую передачу, заработав 16 минут штрафов и показатель полезности «-8». На юниорском чемпионате Европы он набрал 6 очков в 5 играх. В следующем сезоне Берг играл за молодёжные команды ТПС, сыграв ещё 5 матчей в основном составе. В 20 играх за «Киекко-67» он набрал 12 очков, а на юниорском чемпионате Европы в 5 играх отдал одну голевую передачу.
Берг притянул внимание скаутов НХЛ благодаря своим физическим параметрами, мощному броску, хорошей «физике» и высокой скорости. На Драфте НХЛ 1995 года он был выбран под 3-м номером клубом «Лос-Анджелес Кингз» (раньше него выбрали защитников Брайана Берарда и Уэйда Реддена. В обзоре The Hockey News генеральный менеджер «Кингз» Сэм Макмастер писал, что Берг «бьётся как Скотт Стивенс и катается как Пол Коффи». В сезоне 1995/1996 состоялся дебют Берга в НХЛ: он играл большую часть сезона за основную команду, но провёл ещё 20 игр в фарм-клубе «Финикс Роудраннерз» из ИХЛ. За 51 матч Берг отдал 7 голевых передач и заработал 29 штрафных минут и показатель полезности «−13». За 20 игр «Роудраннерз» Берг отдал 3 голевые передачи, заработал 18 штрафных минут и показатель полезности «−10». Ещё 2 игры он провёл в плей-офф ИХЛ.
Во втором своём сезоне в НХЛ Берг не закрепился в составе «Кингз», но поднял уровень игры: за 41 матч он забросил две шайбы и отдал шесть голевых передач, заработав 24 штрафные минуты и показатель полезности «−9». В 23 играх за «Роудраннерз» Берг забросил одну шайбу, трижды отдал голевые передачи, заработал 21 штрафную минуту и показатель полезности «−9». На молодёжном чемпионате мира в 6 играх он отдал 2 голевые передачи. В сезоне 1997/1998 Берг стал твёрдым игроком основы: в 72 играх он отдал 8 голевых передач, заработал 61 штрафную минуту и показатель полезности «+3». Он предпочитал играть именно в обороне, несмотря на хороший атакующий потенциал. Команда потерпела поражение в первом раунде Кубка Стэнли против «Сент-Луис Блюз»: за 4 матча Берг отдал три голевые передачи и заработал показатель полезности «+3».
На зимних Олимпийских играх 1998 года Берг стал ключевым игроком обороны сборной Финляндии и помог команде завоевать бронзовые медали Олимпиады. После завершения Игр и сезона НХЛ он вернулся на родину в финский ТПС, где в 48 играх забросил 8 шайб, отдал 7 голевых передач и набрал 137 минут штрафа, заработав показатель полезности +5. Команда выиграла чемпионат Финляндии, однако Берг не сыграл в решающем матче, поскольку был дисквалифицирован на один матч из-за грубой игры в предыдущем матче. На чемпионате мира 1999 года он провёл 12 игр без каких-либо очков и завоевал серебряные медали, а следующий сезон провёл снова в составе «Кингз»: в 70 играх за команду он забросил 3 шайбы, отдал 13 голевых передач, заработал 45 штрафных минут и показатель полезности −1. В двух играх плей-офф он не набрал очков, а в 2000 году в составе сборной Финляндии выиграл бронзовые медали чемпионата мира.
В сезоне 2000/2001 Берг в 47 играх за «Кингз» набрал всего 4 очка и 13 марта 2001 года был обменян на Адама Мэйра и игрока из 2-го раунда Драфта НХЛ (Майк Каммаллери). В 12 играх он забросил три шайбы с общим показателем полезности «−6», а в 11 играх плей-офф отдал две голевые передачи. Сезон 2001/2002 стал первым полным сезоном в составе «Торонто» для Берга: он был пятым или шестым защитником в составе. За 81 матч Берг забросил одну шайбу, отдал 10 голевых передач, заработал 46 штрафных минут и общий показатель полезности «+14». В плей-офф команда дошла до финала Конференции, где в серии из шести матчей проиграла «Каролина Харрикейнз» (за 20 матчей Берг сделал одну голевую передачу).
Ещё в течение 3 сезонов Берг сыграл за «Торонто», а затем по семейным причинам вернулся на родину. Во время локаута 2004/2005 он играл за клуб «Тимро» из Швеции, став лучшим защитником команды (20 очков в 46 матчах, показатель полезности «+11»). Позже Берг был капитаном и ключевым защитником ТПС на протяжении 3 сезонов, однако из-за травм пропустил последние 2 сезона. После 10 игр в сезоне 2010/2011 он объявил об уходе из спорта 28 июля 2011 года, в день своего 34-летия. Всего в НХЛ он провёл 606 игр, забросив 15 шайб, отдав 70 голевых передач и заработав 374 штрафные минуты, а после ухода из НХЛ в 54 играх отличился один раз, отдав 7 голевых передач и получив 47 штрафных минут.

## Личная жизнь
С 2015 года работает менеджером по снабжению клуба ТПС и сборной Финляндии. Супруга — Вирве, дети — сын Никлас (2002 г.р.) и дочь Нелла (2005 г.р.) — играют в хоккей на позиции защитника. Никлас до 2019 года выступал в юношеской команде «ВГ-62», а Нелла играет за ТПС в женском чемпионате Финляндии и входит в состав юниорской сборной до 18 лет.

## Статистика
| Легенда | Легенда                    | Легенда | Легенда                   | Легенда | Легенда    |
| ------- | -------------------------- | ------- | ------------------------- | ------- | ---------- |
| И       | Количество проведённых игр | Штр     | Штрафное время            | +/−     | Плюс-минус |
| Г       | Голы                       | П       | Голевые передачи          | О       | Очки       |
| -       | Статистика неизвестна      | —       | Статистика не учитывалась |         |            |

## Достижения
| Год              | Команда            | Достижение                                         | Достижение |
| ---------------- | ------------------ | -------------------------------------------------- | ---------- |
| Клубные          |                    |                                                    |            |
| 1994             | ТПС                | Обладатель Кубка Европы                            |            |
| 1994             | ТПС U20            | Серебряный призёр молодёжного чемпионата Финляндии |            |
| 1994             | ТПС                | Серебряный призёр чемпионата Финляндии             |            |
| 1999, 2010       | ТПС                | Чемпион Финляндии (2)                              |            |
| Международные    |                    |                                                    |            |
| 1995             | Финляндия (юниор.) | Победитель юниорского чемпионата Европы            |            |
| 1998             | Финляндия          | Бронзовый призёр Олимпийских игр                   |            |
| 1999, 2001, 2007 | Финляндия          | Серебряный призёр чемпионата мира (3)              |            |
| 2000, 2006       | Финляндия          | Бронзовый призёр чемпионата мира (2)               |            |
| 2006             | Финляндия          | Серебряный призёр Олимпийских игр                  |            |

| Год  | Команда            | Достижение                                                          | Достижение |
| ---- | ------------------ | ------------------------------------------------------------------- | ---------- |
| 1994 | Финляндия (юниор.) | Попадание во вторую Сборную всех звёзд юниорского чемпионата Европы |            |
| 1995 | Финляндия (юниор.) | Попадание в Сборную всех звёзд юниорского чемпионата Европы         |            |

| Год  | Достижение                              | Достижение |
| ---- | --------------------------------------- | ---------- |
| 2013 | Включён в зал хоккейной славы Финляндии |            |